# ريتشارد هنت (نحات)
ريتشارد هنت (بالإنجليزية: Richard Hunt)‏ (و. 1935  م) هو نحات، وفنان، ومعلم، ونقاش، وطباع حجري أمريكي.

## التعليم
تعلم في جامعة إلينوي في شيكاغو، وكلية معهد الفنون بشيكاغو.